# Carabobo

Carabobo er en af Venezuelas 23 delstater (estados). Dens hovedstad hedder Valencia. Delstaten ligger i den centrale nordlige del af landet og er underinddelt i 14 kommuner (municipios).